# Koe de Oshigoto!
Koe de Oshigoto! (яп. こえでおしごと! Коэ дэ о-сигото) или KoeGoto (яп. 「こえごと」 Коэгото) — манга Адзурэ Конно, рассказывающая о девушке, работающей в компании по разработке эроге, и выходившая в журнале Comic Gum издательством Wani Books с мая 2008 года по апрель 2013 года. По мотивам манги выпускалась двухсерийная OVA, первая часть которой вышла 17 ноября 2010 года, а вторая — 11 мая 2011 года.
В 2017 году был начат выпуск другой, сходной по жанрам манги Конно — Nobunaga Sensei no Osanazuma.

## Сюжет
История рассказывает о шестнадцатилетней Канне Аояги, ставшей сэйю героинь эроге по предложению своей старшей сестры. Чувствуя себя в долгу перед нею, Канна соглашается, хотя поначалу она не была настроена на подобное.

## Персонажи
Канна Аояги (яп. 青柳 柑奈 Аояги Канна)
Сэйю: Мако
Ученица первого класса старшей школы Такасимы Минами. На своё шестнадцатилетие получила предложение от сестры, так же, как и она, стать сэйю эроге, на что девушка согласилась. Для этого она взяла себе псевдоним Аой Канна. Она спортивно развита.
Яёи Аояги (яп. 青柳 弥生 Аояги Яёи)
Сэйю: Акэно Ватанабэ
28-летняя старшая сестра Канны, работает в компании Blue March.
Нагатоси Хиоки (яп. 日置 長俊 Хиоки Нагатоси)
Сэйю: Сусуму Тиба
Сценарист компании Blue March по производству эроге. Является старым знакомым Яёи и Канны. Последняя относится к нему как к старшему брату.
Фумика Варасоно (яп. 藁園 文花 Варасоно Фумика)
Сэйю: Аяно Исикава
Профессиональная сэйю эроге.

## Манга
Манга Адзурэ Конно публиковалась в журнале Comic Gum издательством Wani Books с 25 мая 2008 года по 26 апреля 2013 года. Первый том в формате танкобона вышел 23 декабря 2008 года. Последний, десятый том был издан 25 июля 2013 года.
| №  | Дата публикации      | ISBN                   |
| -- | -------------------- | ---------------------- |
| 1  | 23 декабря 2008 года | ISBN 978-4-8470-3667-5 |
| 2  | 24 июня 2009 года    | ISBN 978-4-8470-3689-7 |
| 3  | 25 декабря 2009 года | ISBN 978-4-8470-3710-8 |
| 4  | июль 2010 года       | ISBN 978-4-8470-3740-5 |
| 5  | 25 декабря 2010 года | ISBN 978-4-8470-3759-7 |
| 6  | 25 июля 2011 года    | ISBN 978-4-8470-3779-5 |
| 7  | 24 декабря 2011 года | ISBN 978-4-8470-3797-9 |
| 8  | 25 июня 2012 года    | ISBN 978-4-8470-3818-1 |
| 9  | 25 декабря 2012 года | ISBN 978-4-8470-3837-2 |
| 10 | 25 июля 2013 года    | ISBN 978-4-8470-3880-8 |

## Аниме
Аниме-адаптация под названием Koe de Oshigoto! The Animation (яп. こえでおしごと! The ANIMATION), состоящая из двух серий в формате OVA, выпускалась Studio Gokumi под руководством режиссёра Наоты Хосоды на Blu-ray Disc и DVD. Автором сценария выступил Масаси Судзуки, дизайн персонажей разработал Сатору Киёмару. Первая серия вышла 17 ноября 2010 года. Вторая серия была выпущена 11 мая 2011 года, причём её выпуск откладывался дважды.